# Erigeron flettii
Erigeron flettii là một loài thực vật có hoa trong họ Cúc. Loài này được G.N.Jones mô tả khoa học đầu tiên năm 1936.